# Gördülőcsapágy

Golyóscsapágy

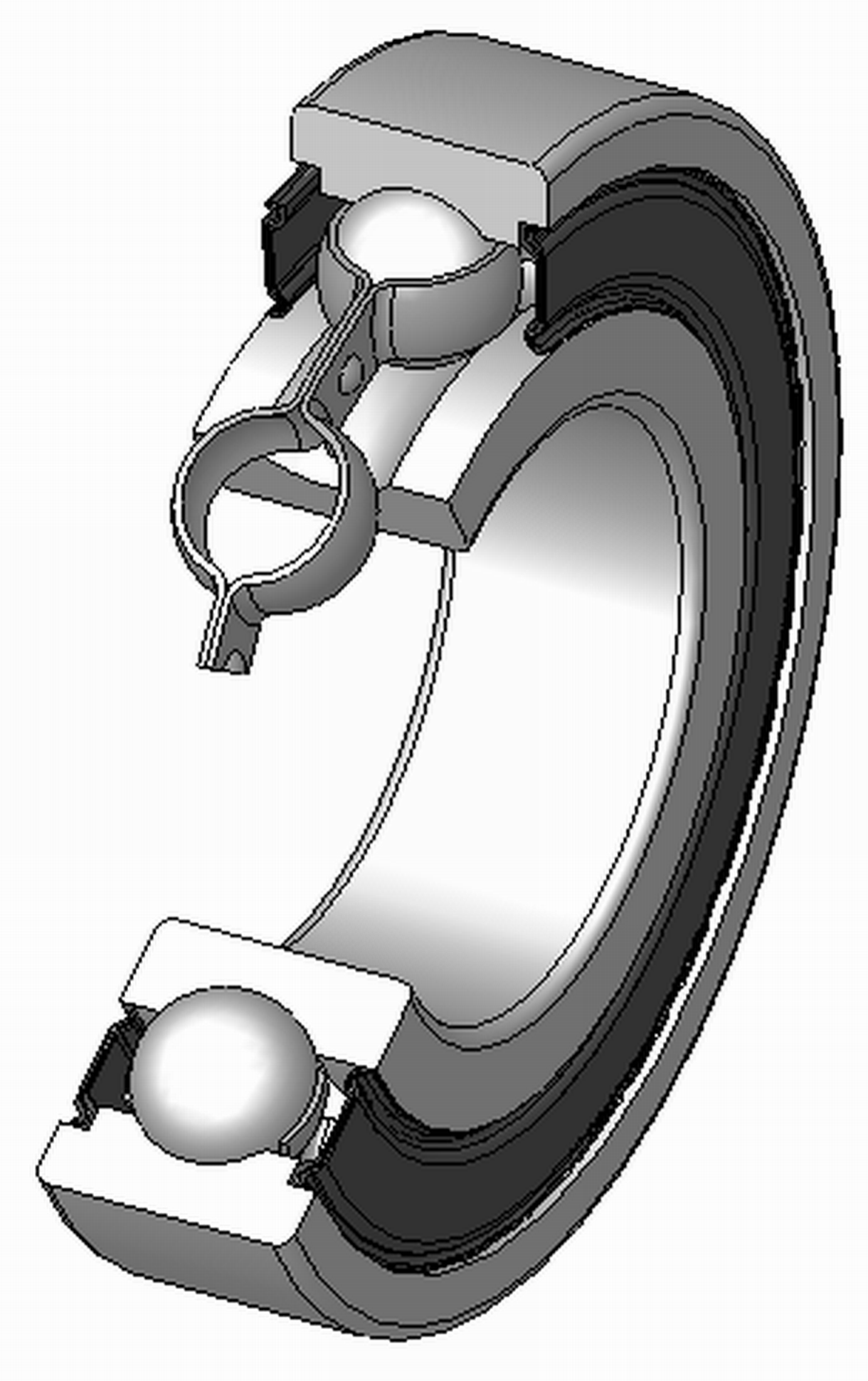
Egysoros mélyhornyú golyóscsapágy szerkezete porvédővel

A gördülőcsapágy olyan csapágy, melynél az álló és az elforduló elemek közti erőátadás gördülőtesteken keresztül valósul meg. A gördülőcsapágy legnagyobb előnye az, hogy a gördülő súrlódás kisebb, mint a csúszó. A gördülőtestek lehetnek golyók, vagy görgők: henger, csonkakúp vagy hordó alakú gördülőelemek. A gördülőcsapágy általában két gyűrűből vagy tárcsából áll, melyek között a golyók, vagy a görgők futnak. A gördülőtestek többnyire egy kosárban helyezkednek el, ennek feladata, hogy megakadályozza a gördülő elemek egymással való érintkezését, illetve szétszerelhető csapágyak esetén összetartja a gördülőelemeket. A gördülőcsapágy tulajdonképpen egy fogazat nélküli elemekből összeépített bolygókerekes mechanizmus.

## Története
A golyóscsapágy ókori találmány. Már i. e. 100 körül használták a rómaiak, de ez a szerkezet akkoriban nem terjedt el. A gótok és vandálok vándorló életformára rendezkedtek be. Kocsijaikban egyfajta fából készült görgőscsapágyakat használtak, így azok a rómaiak kerék konstrukcióinál lényegesen fejlettebbek voltak. Leonardo da Vinci több különböző típusú csapágyat tervezett, azonban terveinek nagy részét - akárcsak ezeket - soha nem valósították meg.
Az első golyóscsapágy-szabadalmat az angol Philip Vaughan szabadalmaztatta 1794-ben kerekekhez és tengelyekhez. E. A. Cowper alkalmazta kerékpárok kerekeihez a golyóscsapágyat, de hamar golyóscsapágyak kerültek a pedálhoz, a hajtókarhoz és a fékekhez is. Az első gépkocsik sok technikai újdonságot vettek át a kerékpároktól így a gördülőcsapágyakat is.
Sven Wingquist 1907-ben a beálló golyóscsapágy, 1911-ben pedig a beálló görgőscsapágy megtervezésével írta be nevét a híres feltalálók könyvébe. Munkássága elméleti alapokat adott a gördülőcsapágyak tervezésének. Ő alapította és hosszú ideig vezette a máig világhírű svéd csapágygyárat, az SKF-et
1898-ban Henry Timken amerikai feltaláló kapott szabadalmat a kúpgörgős csapágyakra. Egy évvel később Canton, Ohióban céget alapított Timken Roller Bearing Axle Company néven a kúpgörgős csapágyak gyártására.

## Típusai
Két fő csoportja a radiális és az axiális gördülőcsapágy, ezek mindegyike lehet golyós, vagy görgős kialakítású. A görgő lehet hengergörgő, kúpgörgő, vagy a hengergörgő speciális esete, a tűgörgő.

## Golyóscsapágyak
- A beálló golyóscsapágy belső gyűrűje kis mértékben elfordulhat
- Egysoros ferde hatásvonalú golyóscsapágy
- Négypontérintkezésű csapágy
- Egyfelé ható tárcsás golyóscsapágy

### Mélyhornyú golyóscsapágy
Ezek a csapágyak egyszerű felépítésűek, könnyen és olcsón gyárthatók és üzemeltethetők, axiálisan és radiálisan is terhelhetők, nagyobb fordulatszámot viselnek el. Sokféle típus és méret kapható, valószínűleg a legelterjedtebb és legolcsóbb csapágytípus. Kapható egy- és kétsoros kivitelben is. A csapágyat összeszerelve szállítják. A csapágyak hengeres és kúpos belső gyűrű furattal is kaphatók. A tömítésekkel szerelt csapágyakat a teljes élettartamra elegendő zsírtöltéssel is szállítják. Néhány gyakrabban használt sorozat jele:
- egysorú mélyhornyú: 6000, 6200, 6300, 6400 sorozat
- kétsorú mélyhornyú: 4200, 4300 sorozat

### Beálló golyóscsapágy
A belső gyűrű a külsőhöz képest kisméretű szögelfordulást tud kompenzálni. Ezeket a csapágyakat előszeretettel alkalmazták közlőművekben, ahol a hosszú, viszonylag vékony rugalmas tengely lehajlása (és így a csapágyak helyén a szögelfordulása is) üzem közben változott. Olyan helyen alkalmazzák elsősorban, ahol vagy a költségek csökkentése érdekében a gyártás nem pontos vagy ahol a gép állványa vagy tengelye a terhelések hatására rugalmas alakváltozást szenved üzem közben. Gyakrabban használt sorozat jele: 1200, 2200, 1300, 2300

### Ferde hatásvonalú golyóscsapágy
Az egysoros ferde hatásvonalú golyóscsapágyak a radiális erők mellett egyirányú axiális erők felvételére is alkalmasak. A terhelés az egyik gyűrűről a másik gyűrűre meghatározott szög - úgynevezett hatásszög - alatt kerül át. A hatásszög miatt még tisztán radiális terhelés mellett is fellép axiális irányba ható erő, amit megfelelő ellenerővel kell kiegyenlíteni, ezért ezeket a csapágyakat párban alkalmazzák. A beépítésük lehet: O-elrendezés (a hatásvonalak eltartanak egymástól), X-elrendezés (a hatásvonalak összetartanak) vagy Tandem elrendezés (a hatásvonalak párhuzamosak)
A kétsoros ferde hatásvonalú golyóscsapágyak felépítésükben és jellemzőikben egy pár egysoros, O-elrendezésű ferde hatásvonalú golyóscsapágynak felelnek meg. Alkalmasak radiális és mindkét irányú axiális erők felvételére. A tengelyt hajlításra igénybevevő nyomaték felvételére is használhatóak.
Gyakrabban használt sorozat jele:
- egysorú ferde hatásvonalú: 7000, 7200, 7300 sorozat
- kétsorú ferde hatásvonalú: 3200, 3300 sorozat

### Négypontérintkezésű csapágy
Ezeknek a csapágyaknak a hornyai mélyebbek a mélyhornyú csapágyénál, a golyók érintkezési pontjait összekötő egyenes szöget zár be a csapágy tengelyével (általában 40°). Különösen nagy egyidejűleg fellépő axiális és radiális terhelés felvételére alkalmasak. Az egysorú csapágyaknál az axiális terhelés csak egyirányú lehet, kétsoros csapágyak mindkét irányú tengelyirányú erő felvételére alkalmasak.

### Tárcsás golyóscsapágy
A tárcsás golyóscsapágyak nagy tengelyirányú erők felvételére alkalmasak nagy fordulatszámú tengelyek esetén is. Készülnek beállós álló gyűrűvel és egyfelé ható (egysoros) és kétfelé ható kivitelben is. Az egyfelé ható típus csak egyirányú tengelyirányú erővel terhelhető. Gyakrabban használt sorozat jele: 51000, 51200, 51300, 51400

## Görgős csapágyak
A görgős csapágyaknál a gördülőelem henger, csonkakúp vagy hordó alakú görgő, melyek érintkezése az álló és mozgó gyűrű hornyaival nem pont, hanem vonal mentén történik, így általában terhelhetőségük is nagyobb.

### Hengergörgős csapágyak
A hengergörgős csapágyak szétszedhetőek, ez megkönnyíti szerelésüket. Egyes típusok kizárólag radiális terhelések felvételére alkalmasak (N, NU), mások kisebb tengelyirányú erőket is felvehetnek. Az N jelű csapágy külső gyűrűje nincs tengelyirányban rögzítve, az NU jelűnél a belső gyűrű szerelhető ki. Az NJ jelű csapágy egyirányú, az NUP kétirányú axiális erővel is terhelhető. Az NJ csapágy sarokgyűrűvel ellátva szintén kétirányú axiális erőt képes felvenni. A csapágyak radiális terhelhetősége nagy és magas fordulatszámot is elérhetnek, de a csatlakozó alkatrészek pontos gyártást igényelnek. Készítenek kosárszerkezet nélküli hengergörgős csapágyakat is, hogy minél több görgőt lehessen elhelyezni a csapágyban, ezek terhelhetősége nagyobb.
- N jelű hengergörgős csapágy
- NJ jelű hengergörgős csapágy
- NU jelű hengergörgős csapágy
- NUP jelű hengergörgős csapágy

### Tűgörgős csapágyak

Belső gyűrű nélküli tűgörgős csapágy

Vannak olyan helyek (például gépkocsik sebességváltójában a nyeles tengelyvég csapágya), ahol a konstrukció meghatározza a beépíthető csapágy méretét. Többek között ilyenkor alkalmaznak tűgörgős csapágyat. A méretek további csökkentése érdekében gyártanak belső gyűrű nélküli tűgörgős csapágyakat is, ezek alkalmazása esetén a tengely méretét kell a szükséges tűréssel és felületi érdességgel valamint keménységgel legyártani. 
A legalapvetőbb típusok a következők:
- HK 1010 húzott lemezházas belső gyűrű nélküli csapágy
- BK 1010 húzott lemezházas belső gyűrű nélküli egyik végén zárt csapágy
- NK 1512 acélházas belső gyűrű nélküli csapágy
- NKI 1512 acélházas belső gyűrűvel rendelkező csapágy

### Beálló görgőscsapágyak

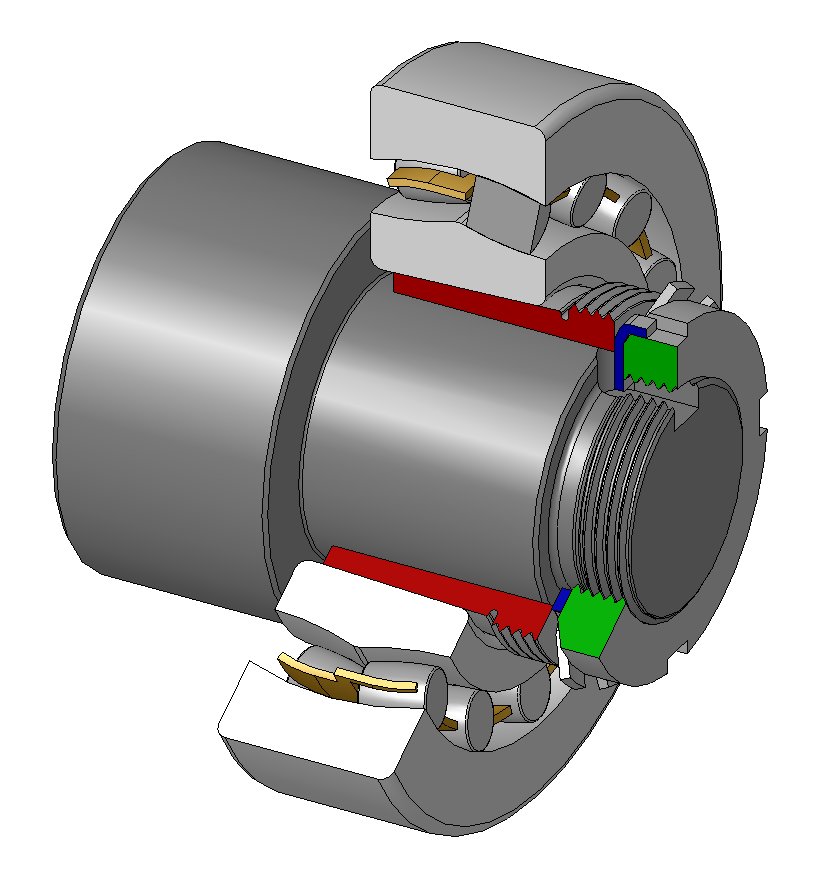
Lehúzóhüvellyel szerelt beálló görgőscsapágy
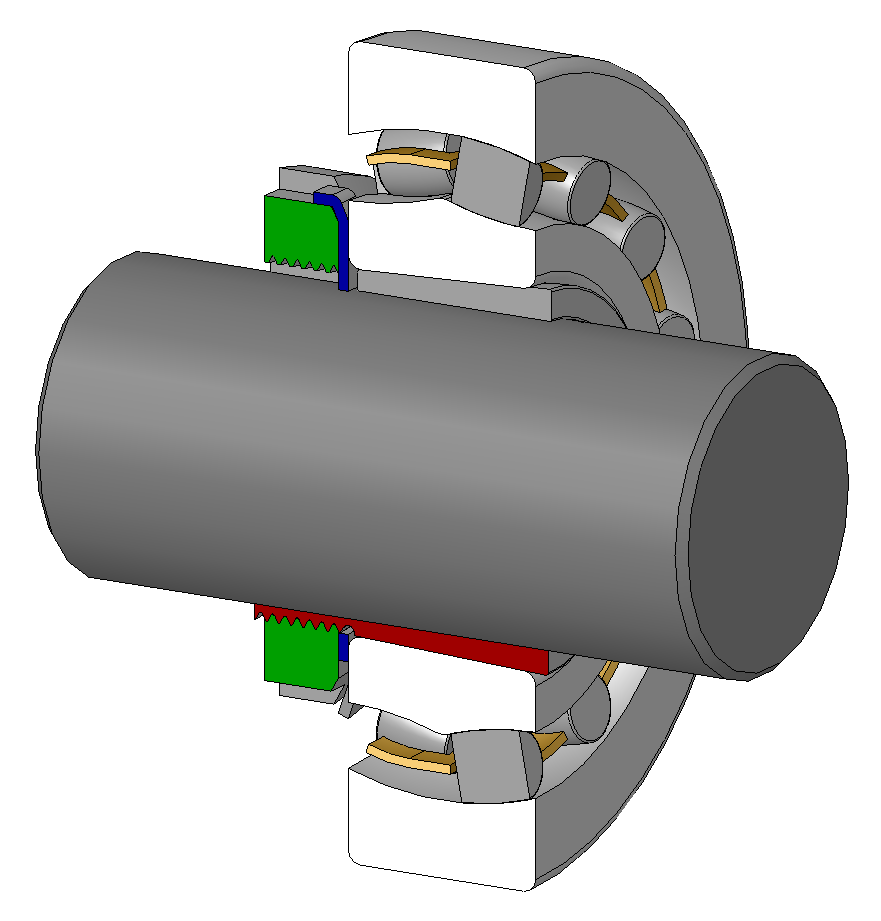
Szorítóhüvellyel szerelt beálló görgőscsapágy
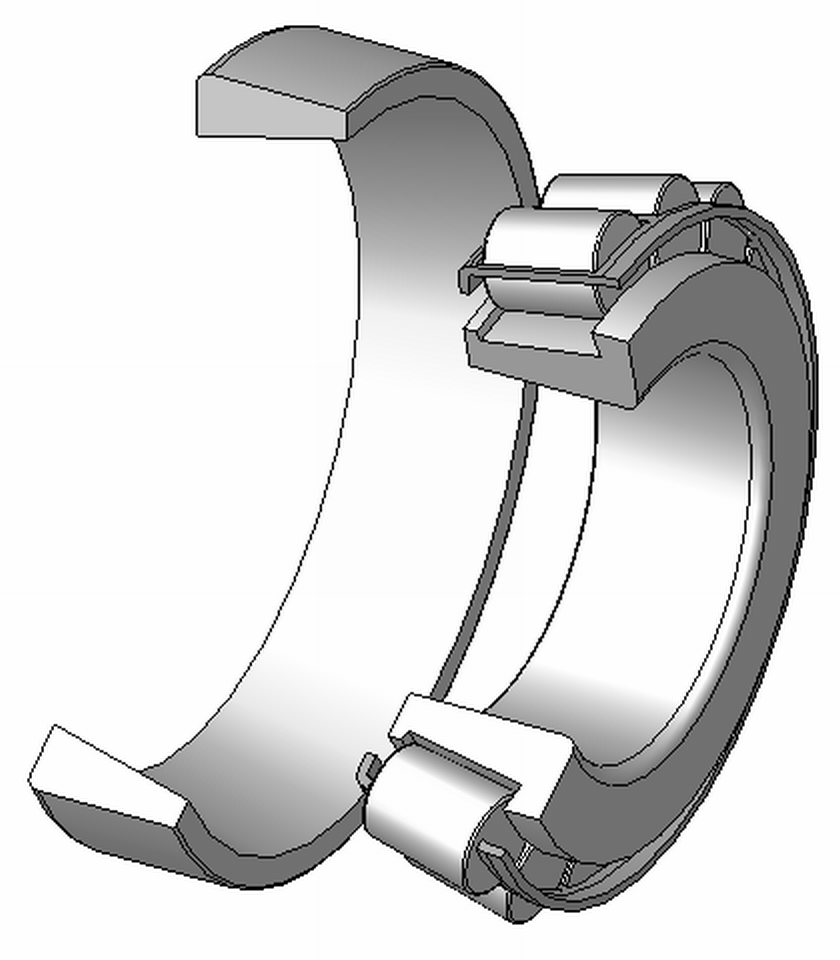
Kúpgörgős csapágy
"X"-elrendezésű kúpgörgős csapágyakkal szerelt tengely[6]
"O"-elrendezésű kúpgörgős csapágyakkal szerelt tengely[6]

A beálló görgőscsapágyak gördülőeleme hordó alakú, kosáron megvezetett: meridiángörbéje körív. Ezeknek a csapágyaknak az alkalmazási területe hasonló a beálló golyóscsapágyakéhoz, de terhelhetőségük nagyobb. Ezeket a csapágyakat, mint a kétsorú önbeálló golyós csapágyakat is gyártják hengeres és kúpos furattal. A csapágyakat általában két fajta módon rögzítik a tengelyre.
A legegyszerűbb, amikor a tengelyen vállat alakítanak ki, és a belső gyűrűt annak ütköztetve egy anyával rászorítják. Ha azonban nincs lehetőség vállat csinálni, vagy az üzemi körülmények - a terhelések miatt - nem engedik a tengelyt gyengíteni, akkor szorító hüvelyes (kúpos furatú) beálló csapágyat alkalmaznak. Ezeknek a csapágyaknak az a nagy előnye, hogy egyszerűbb esetekben kereskedelemben kapható csiszolt rudakból lehet a tengelyeket elkészíteni, aminél csak a hossz méretre szabásáról kell gondoskodni, a csapágy furatához szükséges tűrt méretre történő költséges forgácsolás elmarad. Mezőgazdasági gépeken széles körben használt megoldás. A szorítóhüvely szoros tartozéka a csapágyanya, valamint az elfordulást gátló biztosító lemez. A másik lehetőség a lehúzóhüvely alkalmazása, ami a csapágy leszerelését könnyíti meg.

#### Kúpgörgős csapágyak

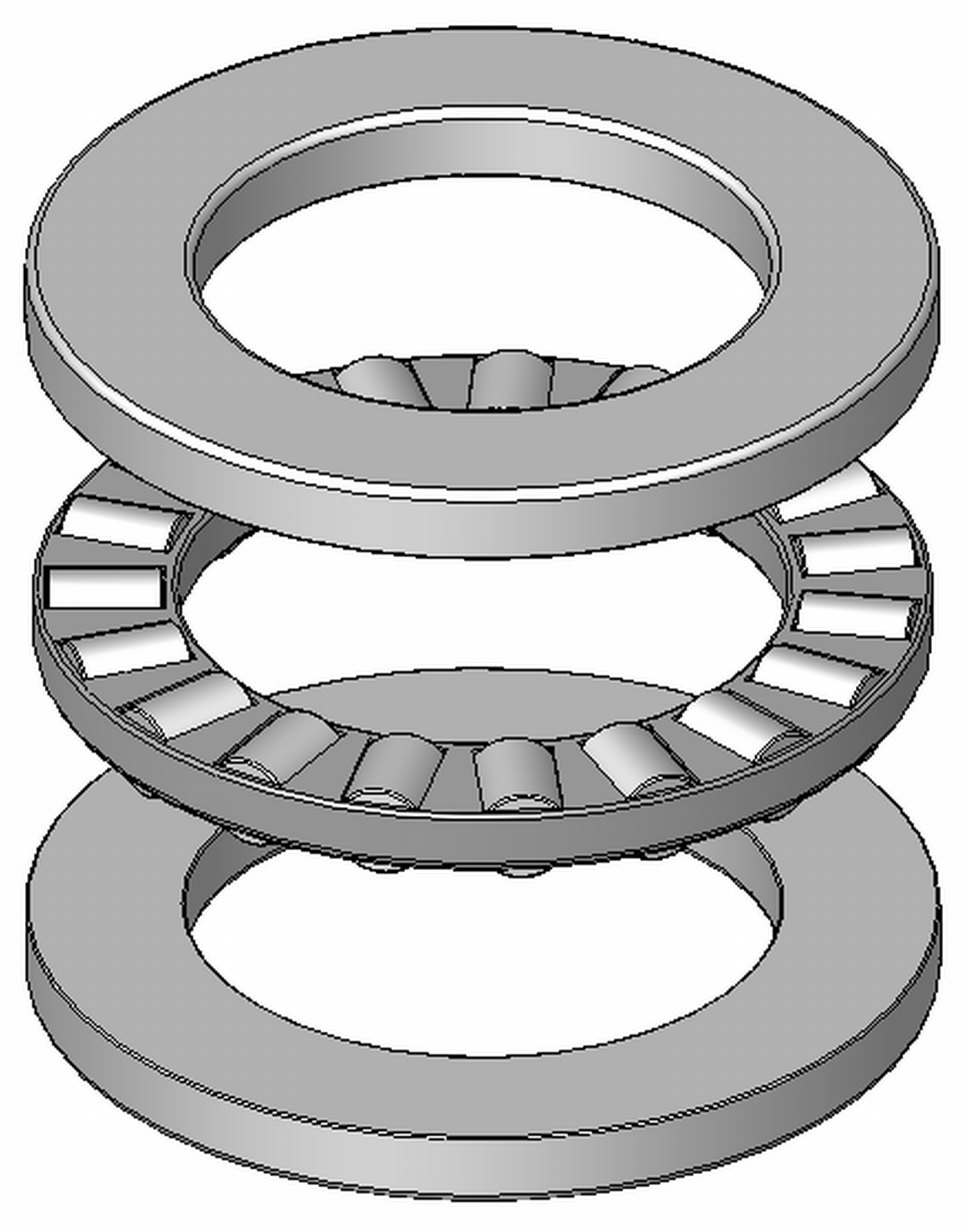
Hengergörgős tárcsás csapágy

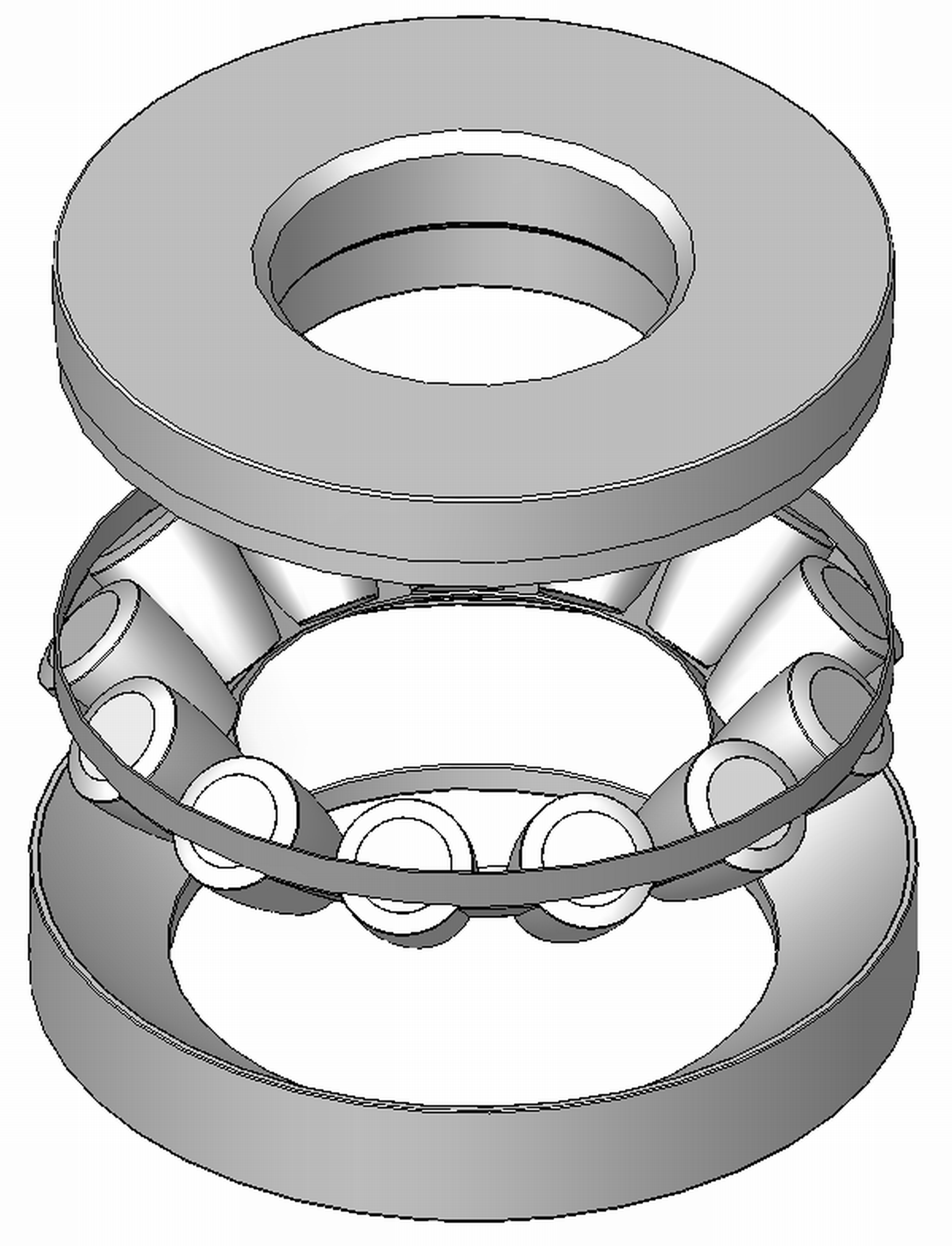
Axiális beálló görgőscsapágy

A kúpgörgős csapágyakban a gördülőelem csonkakúp alakú. A csapágyakban a tengelyből származó erő meghatározott szög alatt (hatásszög) adódik át az állórésznek. Ezek a csapágyak szétszedhetők, és mindig párban építik be őket. Erre azért van szükség, mert a csapágy konstrukciójából eredően a tisztán radiális erő is ébreszt axiális reakciót. A kúpgörgős csapágyak hézaga nem adott, ezt a szerelés folyamán kell beállítani.
Gyakori sorozatok:
- 30202-től
- 32200 sorozat,
- 30300 sorozat,
- 31300 sorozat,
- 32300 sorozat.

### Hengergörgős tárcsás csapágy
Igen egyszerű szerkezetű csapágy. Két sík tárcsából és kosárszerkezetbe szerelt, a forgástengelyre merőleges tengelyű hengergörgőkből áll. Igen nagy axiális terheléseket vehet fel.

### Axiális beálló görgőscsapágy
Igen nagy axiális erőt és ezzel egyidejűleg fellépő radiális erő felvételére alkalmas csapágy. A gördülőelemek hasonlóak a beálló görgőscsapágyéhoz, de nem szimmetrikusak a tengelyükre merőleges geometriai tengelyre. Meridiángörbéjük szintén körív.

## A csapágyak méretezése

### Méretezés statikus terhelésre
Statikus terhelésre akkor kell méretezni a csapágyat, ha gyakorlatilag áll vagy csak igen kis fordulatszámmal forog a csapágyazott tengely, illetve oszcilláló mozgást végez. A gyorsan forgó tengelyeket is ellenőrizni kell statikus terhelésre, ha ritka lökésszerű nagy terhelések várhatóak. Az ellenőrzés egyszerűen úgy történik, hogy a gyári csapágykatalógusokban megadott C0 értéknél kisebbek-e a várható erők. A statikus alapterhelést úgy választják meg, hogy hatásukra a gördülőelemek maradó alakváltozása ne haladja meg átmérőjének 0,0001-szeresét.

### Méretezés dinamikus terhelésre
A dinamikus terhelésű (gyorsan forgó) csapágyakat élettartamra méretezik. A csapágy élettartamát anyagának kifáradása szabja meg. 
A laboratóriumi vizsgálatok és a gyakorlat is azt bizonyítják, hogy azonos körülmények mellett dinamikusan terhelt csapágyak élettartama nagyon különböző lehet. Ezért a csapágy élettartamának azt az időt (vagy tengelyfordulatok számát) definiálták, melyet az azonosan üzemeltetett nagyszámú csapágyak 90%-a túlél. A csapágy élettartama millió körülfordulásokban:
{\displaystyle L_{10}=\left({\frac {C}{P}}\right)^{p}},
ahol:
{\displaystyle L_{10}\,} a névleges élettartam 106 körülfordulásban
{\displaystyle C\,} dinamikus teherbírás (kN, katalógusadat),
{\displaystyle P\,} dinamikus egyenértékű terhelés az axiális és radiális terhelésből számítva (kN)
{\displaystyle p\,} élettartam kitevő,
golyóscsapágyak esetén {\displaystyle p=3\,}
görgőscsapágyak esetén {\displaystyle p=10/3\,}.
Ha a csapágy fordulatszáma közel állandó, az élettartam üzemórában is megadható, ami könnyebben értelmezhető:
{\displaystyle L_{10h}={\frac {1\ 000\ 000}{n.60}}\left({\frac {C}{P}}\right)^{p}},
ahol:
{\displaystyle L_{10h}\,} a névleges élettartam (h)
{\displaystyle n\,} a fordulatszám (min-1).